# 페르난도 루고
페르난도 아르민도 루고 멘데스(스페인어: Fernando Armindo Lugo Méndez, 1951년 5월 30일 ~ )는 로마 가톨릭교회 주교 출신의 파라과이의 성직자이자 정치인으로 파라과이의 52대 대통령이다.
1977년 사제 서품을 받았으며, 1994년 파라과이에서 가장 가난한 지방이 포함된 산페드로 교구의 주교로 임명되었다. 주교로 재직하면서 소수자의 권리를 옹호했고 알프레도 스트로에스네르 군사독재정권에 반대했다.
2006년 파라과이 아순시온에서 적색당 규탄 집회에 참석하면서 대통령 후보로 부상했고, 2008년 변화를 위한 애국동맹의 대통령 후보로 추대되었다. 2008년 파라과이 대통령 선거에 출마하여 41%의 득표율로 당선되었다.
한편 그는 정치활동에 전념하기 위하여, 2005년 주교직을 사임하기로 하였고, 2006년 정식으로 교황청에 주교 사임을 요청하였으나, 교황청에서는 이를 승인하지는 않았고, 일단 사목활동을 할 수 있는 자격만 일시적으로 정지시켜 놓았다. 그러나 빈민층의 지지로 그가 대통령에 당선되어 이 문제로 교황청에서는 고심을 하였고, 결국 2008년 7월 그의 사제직 사임을 수용하였다.
그의 당선으로 잭색당 정권은 종식되었으며, 스트로에스네르 시대도 청산되었다. 페르난도 루고는 유권자들에게 사회개혁과 토지개혁 등을 약속했다. 루고는 파라과이의 대통령들 중 한국을 처음으로 방문한 인물이며, 2008년 6월 1일부터 6월 5일 사이에 방한하여 이명박 대통령을 만나고 여러 산업시설을 둘러보았다. 한편, 2012년 5월 여수 엑스포에 참석하기 위해 대한민국을 다시 방문하기도 했다.
취임에 앞서 실시된 여론 조사에서 90% 이상의 높은 지지율을 기록하여 사람들의 그에 대한 기대는 매우 컸고, 2008년 8월 15일 정식으로 취임하였다.
그러나 취임 후 여러 스캔들에 휘말렸으며, 기독교 성직자로 있으면서 여성 신도들과 부적절한 관계를 맺어 자녀까지 낳은 사실이 드러나면서 도덕적으로도 큰 논란의 대상이 되었다. 이런 가운데 2012년 6월 15일, 오랜 기간 동안 국회에서 과반수를 차지한 적색당이 국정운영 능력을 문제삼아 퇴진을 요구했다. 콜로라도 당이 다수를 점한 의회에서는 그에 대한 탄핵을 추진, 6월 21일, 탄핵안이 하원을 통과한 데 이어 6월 22일, 상원도 통과하면서 그는 이에 대해 강하게 반발하면서도 사임을 발표하였다.

## 역대 선거 결과
| 선거명      | 직책명            | 대수 | 정당                  | 득표율 | 득표수    | 결과 | 당락 |
| ----------- | ----------------- | ---- | --------------------- | ------ | --------- | ---- | ---- |
| 2008년 선거 | 파라과이의 대통령 | 52대 | 파라과이 기독교민주당 | 42.40% | 766,502표 | 1위  |      |